# 130 mm działo kolejowe B-57

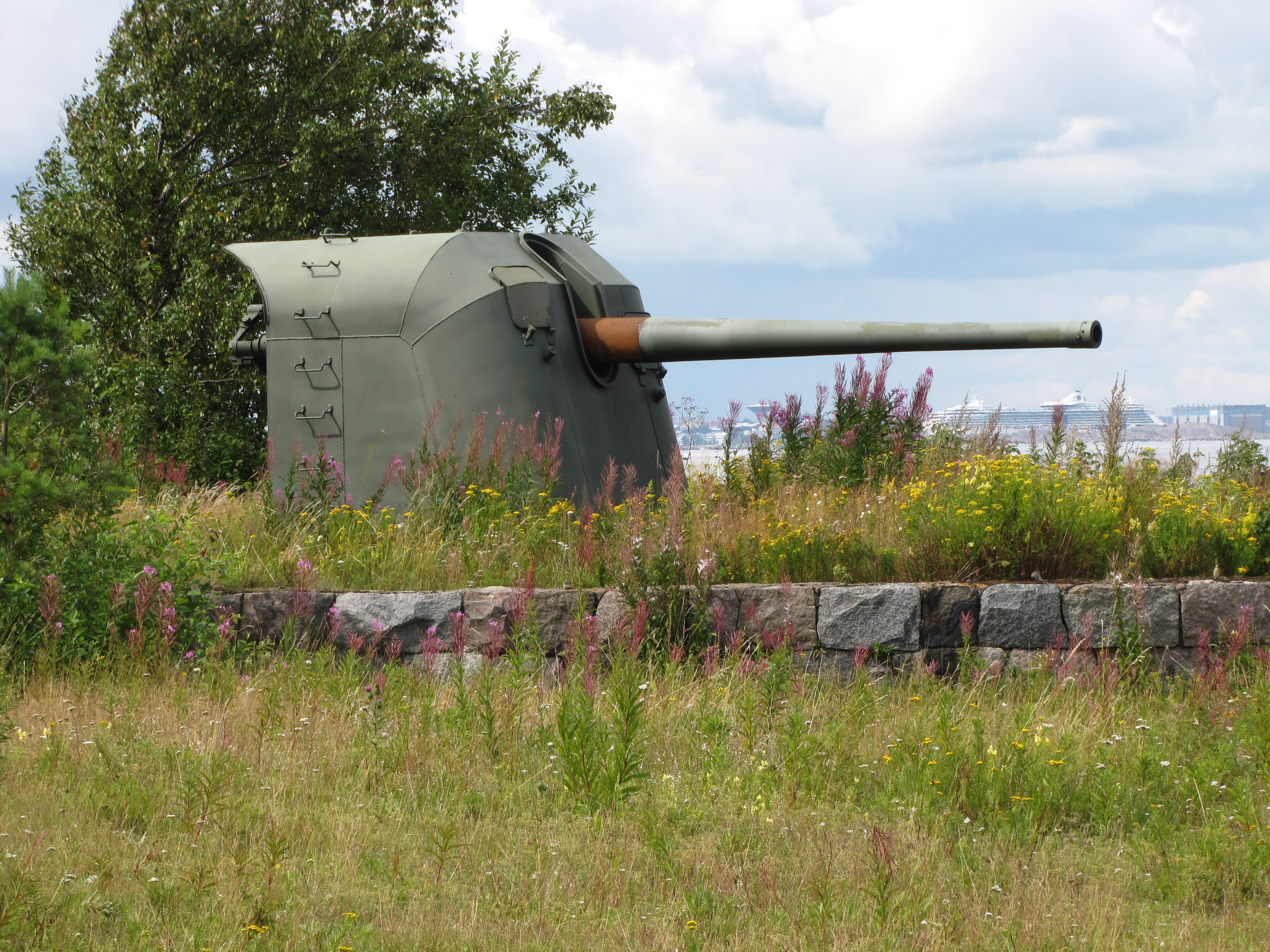
130 mm działo kolejowe B-57 na wyspie Kuivasaari w Finlandii

130 mm działo kolejowe B-57 (ros. 130-мм железнодорожная установка Б-57) – sowieckie działo kolejowe kalibru 130 mm.
Działa B-57 zostały wyprodukowane w latach 1941–1943 w Leningradzie. Były to morskie armaty B-13 kalibru 130 mm ustawione na czteroosiowych platformach kolejowych.
Działa B-57 brały udział wyłącznie w walkach na froncie leningradzkim. W 1942 roku wszystkie działa B-57 zostały podporządkowane 101. morskiej brygadzie artylerii kolejowej (101 морская железнодорожная артиллерийская бригада).

## Dane taktyczno-techniczne
- Kaliber: 130 mm
- Długość lufy: 6500 mm (L/50)
- Prędkość początkowa pocisku o masie 33,4 kg: 870 m/s
- Donośność: 25 600 m
- Szybkostrzelność: 6-12 strz./min
- Kąt ostrzału:
  - w pionie: do +45°
  - w poziomie: 360°